# 포항문화방송
포항문화방송주식회사(浦項文化放送株式會社) (약칭 포항MBC)는 경북 동해안 지역을 방송권역으로 하는 TV·라디오 방송국이다. 호출부호는 HLAV다.

## 개요
1969년에 경북 동해안권의 민영라디오방송사인 동해방송주식회사로 시작하여 1971년에 영해방송주식회사로 사명 변경하다가 지금의 포항문화방송으로 이어지고 있다. 1987년 11월 24일에 텔레비전 방송을 연주소로 개국하였으며, 2005년 12월에 디지털 텔레비전 방송을 개시하였다.

## 연혁

### 1960년대
- 1969년 8월 20일 : 가칭 '동해방송(주)' 설립 발기.
- 1969년 9월 9일 : 방송국 가허가.

### 1970년대
- 1971년 2월 20일 : 영해방송(주)로 사명 변경.
- 1971년 4월 16일 : 설립 등기.
- 1971년 5월 31일 :	주파수 변경 (1550kHz - 1110kHz)
- 1971년 6월 30일 : 초대 최창호 사장 취임.
- 1971년 8월 30일 : 경주 안강 송신소 준공.
- 1971년 9월 1일 : 방송국 설치 허가 (본사:포항시 상원동 / 송신소:경주시 안강읍).
- 1971년 9월 30일 : AM방송 설치허가 (1110kHz, 10KW).
- 1971년 10월 1일 : 포항문화방송 (주)로 사명 변경 개국 (포항시 상원동 468-6).
- 1974년 9월 16일 : 사옥 구입 이전 (포항시 대흥동 719-117).
- 1978년 1월 16일 : 포항 연일 송신소 준공.
- 1978년 11월 23일 : 주파수 변경(1110kHz - 1107kHz)

### 1980년대
- 1980년 11월 25일 : 제5공화국 정부 언론사 통폐합.
- 1981년 2월 17일 : 제2대 이태영 사장, 황활원 상무 취임.
- 1981년 5월 24일 : 제1회 동해지구 어린이 그림그리기 대회(매년실시).
- 1981년 7월 14일 : 방송자문위원회 구성.
- 1982년 3월 30일 : R중계차 구입 (코치9).
- 1982년 5월 30일 : 본 계열사간 직통 전화 개설.
- 1983년 2월 22일 : 제3대 홍종선 사장 취임.
- 1983년 6월 10일 : 제1회 공채 수습사원 채용 (14명).
- 1983년 9월 1일 : 음악 FM라디오 방송 개국 (97.9㎒, 1㎾).
- 1983년 11월 1일 : TV 중계소 개국 (CH6, 1㎾).
- 1984년 4월 18일 : AM 송신소 비상 안테나 준공 (역L형).
- 1985년 2월 1일 : 경주 벽도산 간이 TV중계소 개국 (CH53, 500W).
- 1985년 7월 1일 : 	FM방송 출력 증강 (1㎾→3㎾).
- 1985년 9월 2일 : 신축사옥 기공식 (시공사, 진덕산업).
- 1985년 11월 27일 : 제1회 여성교양강좌 개설 (매월).
- 1986년 2월 15일 : 울진 현종산 TVR 개국 (CH31, 100W).
- 1986년 8월 1일 : 울릉 TV중계소 개소/ 울릉 가두봉 TV중계소 개소.
- 1986년 10월 31일 : 대잠동 신축 사옥으로 이전.
- 1986년 11월 20일 : 대잠동 신축 사옥 준공 (부지 2,038평, 건평 1,591평).
- 1987년 11월 24일 : TV방송국 연주소 개국.
- 1988년 3월 16일 : 제4대 서창식 사장 취임.
- 1988년 7월 9일 : 노동조합 설립 (위원장 조승완 외 22명).
- 1988년 8월 1일 : 영덕 영해TVR 개국 (CH35, 100W).
- 1989년 1월 23일 : 회사 주소 변경 등기 (포항시 남구 대잠동 907-4).
- 1989년 5월 10일 : 언론통폐합 해직자 복직.
- 1989년 6월 1일 : 경주여성교양강좌 개설(매월).

### 1990년대
- 1990년 7월 4일 : 사내근로복지기금 설치.
- 1992년 2월 6일 : 제6대 김창식 사장 취임.
- 1992년 11월 1일 : 경주 보문 TV 중계소 개소.
- 1993년 3월 2일 : 제7대 박영일 사장 취임.
- 1994년 2월 1일 : 경주 외동 TV중계소 개소 / 경주 양북 TV중계소 개소.
- 1995년 4월 3일 : 일본 TSS방송사와 자매결연 체결.
- 1995년 8월 1일 : 중국 길림성 훈춘방송과 우호 제휴 체결.
- 1995년 11월 1일 : 대구MBC 미디컴(주) 자회사 설립 지분 참여(10%).
- 1996년 3월 4일 : 제8대 김진호 사장 취임.
- 1998년 10월 12일 : 포항시 연일읍 중명리 AM송신소 준공, 이전.
- 1999년 3월 12일 : 제27기 포항MBC 주주총회 (제9대 박근학 사장 선임).
- 1999년 4월 22일 : 포항MBC 인터넷 홈페이지 공식 개통.
- 1999년 8월 1일 : 스포츠센터 완공.
- 1999년 8월 10일 : 조항산 TV송신기 출력증강 준공.
- 1999년 10월 10일 : 사보 '해오름' 창간.
- 1999년 11월 7일 : 표준FM 개국(100.7MHz, 도음산 송신소와 안강 TVR 개국).
- 1999년 12월 6일 : 포항MBC 삼일문화대상 시상식 개최.

### 2000년대
- 2000년 2월 1일 : 기구개편 (2국 6부).
- 2000년 3월 6일 : 제29기 정기 주주총회 (제10대 김일수 사장 선임).
- 2000년 10월 1일 : 기구개편 (2국 7부 1지사).
- 2001년 9월 26일 : 울진중계소 개소.
- 2001년 10월 18일 : 창사 30주년 기업이미지조사 보고서 발간.
- 2002년 4월 1일 : (주)포항시네마 설립.
- 2002년 6월 19일 : 경쟁력강화 T/F팀 계열사 벤치마킹.
- 2002년 9월 30일 : 창사 31주년 기념식 및 비평상 시상식.
- 2002년 10월 26일 : 울릉FM중계소 준공행사.
- 2003년 3월 11일 : 제 32기 정기 주주총회 (제11대 김승한 사장 선임).
- 2003년 5월 6일 : 기구개편 (3국 6부 3팀).
- 2004년 3월 22일 : 경주사무소 이전.
- 2004년 4월 1일 : 주5일제 근무 시작.
- 2004년 4월 13일 : 자회사 (주)포항시네마 개관.
- 2004년 6월 30일 : 신입사원 채용.
- 2004년 9월 23일 : 자회사 (주)포항시네마 1차 증자 실시.
- 2004년 9월 24일 : 경주 벽도산중계소 50M 철탑 신설 및 확장 이전.
- 2004년 10월 8일 : 자회사 (주)포항시네마 2차 증자 실시.
- 2004년 10월 15일 : 일본 나가사키 NBC 방송사 교류 내방.
- 2005년 3월 17일 : 제 34개 정기 주주총회 (제12대 정깋평사장 선임).
- 2005년 5월 24일 : 프로그램 기획 재활용 가게 '행복한 가게' 개점식.
- 2005년 5월 26일 : 자회사 포항시네마 증자 실시.
- 2005년 8월 28일 : 사옥대수선공사 입찰에 따른 계약.
- 2005년 10월 8일 : 뉴스센터 신설 (TV주조정실에서 제작기능 분리).
- 2005년 10월 11일 : 중국 대련광파전시국 관계자 우호방문 및 우호협약조인식.
- 2005년 12월 20일 : DTV 개국.
- 2006년 1월 10일 : DTV 개국식 개최.
- 2006년 1월 23일 : 사옥대수선공사 2차 공사 시작 (공개홀,제작부조).
- 2006년 4월 2일 : 증명송신소 AM 우회선로 설치.
- 2006년 5월 8일 : 일기예보방송 실시.
- 2006년 6월 13일 : 독일 월드컵 거리응원전 시작 (토고전,프랑스전,스위스전).
- 2006년 11월 20일 : 사옥 철탑 이전 공사.
- 2006년 11월 27일 : 연주소 안테나 이설공사.
- 2006년 12월 24일 : 경주,울진 DTV 중계소 마무리작업 및 시험방송 실시.
- 2007년 1월 15일 : 경주,울진 DTV 개국식.
- 2007년 3월 2일 : 제36기 주주총회.
- 2007년 3월 14일 : 자회사 (주)포항시네마 주주총회.
- 2008년 3월 4일 : 제37기 주주총회 (제13대 조학동 사장 선임).
- 2008년 12월 10일 : 편집실 리모델링 완공.
- 2009년 3월 9일 : 제38기 주주총회 (제14대 남정채 사장 선임).
- 2009년 7월 29일 : 포항MBC 경영자문위원회 구성 (지역인사 10명).
- 2009년 9월 8일 : 벤처기업 지원사업 (1호 업체 선정).
- 2009년 10월 1일 : 사회공헌사업(불우이웃 집고쳐주기-희망발전프로젝트).

### 2010년대
- 2010년 3월 10일 : 제39기 주주총회 제15대 강성주 사장 선임.
- 2010년 8월 6일 : 뉴스센타 DTV제작 system 전환완료.
- 2010년 8월 21일 : 온정DTV방송보조국 개소.
- 2010년 12월 30일 : 도음산 송신소 청사 증축(49py-85py) 준공.
- 2011년 2월 28일 : 포항MBC 특별기획 HD다큐멘터리 '독도야' 한국 PD 대상 작품상 외 4분 부문 수상.
- 2011년 3월 29일 : 2011 사회공헌사업 희망프로젝트 집고쳐주기 사업 손영부씨 댁 준공 외 19가구 시공.
- 2011년 4월 12일 : 조직개편 3국 9팀 - 3국 7팀.
- 2011년 10월 13일 : 2011 민관협력 우수사례 공모대회 공기업부문 최우수상 수상.
- 2011년 10월 24일 : 도음산 DTV 방송보조국 개소.
- 2012년 1월 26일 : 벽도산(경주) DMB 방송보조국 개소.
- 2012년 3월 29일 : 현종산(울진) DMB 방송보조국 개소.
- 2012년 4월 19일 : 영덕 DTV 방송보조국 개소.
- 2012년 4월 20일 : 보문 DTV 방송보조국 개소.
- 2012년 5월 12일 : 가두봉 DTV 방송보조국 개소, 울릉 DTV 방송보조국 개소.
- 2012년 10월 29일 : 감포 DTV 방송보조국 개소.
- 2012년 11월 6일 : 지상파 아날로그 TV방송 종료.
- 2012년 11월 30일 : 경주 양동마을 소출력 DTV중계기 설치.
- 2012년 1월 26일 : 벽도산(경주) DMB 방송보조국 개소.
- 2013년 3월 22일 : 중계차 HD전환 완료.
- 2013년 6월 10일 : 이우철 제16대 포항문화방송 대표이사 취임.
- 2013년 7월 17일 : DTV 채널 재배치 완료 (도음산, 보문,가두봉).
- 2013년 9월 9일 : 	기구개편 (3국 7팀 - 3국 6팀).
- 2013년 12월 20일 : NPS 시스템 구축 완료.
- 2014년 12월 18일 : 장애인 자막방송 시스템 구축 완료.
- 2015년 3월 30일 : 기구개편 (3국 6팀 - 6센터).
- 2016년 3월 3일 : 45기 주총 이종현 상무 선임.
- 2017년 3월 2일 : 46기 주총 제17대 오정우 사장 선임.
- 2018년 3월 2일 : 47기 주총 제18대 박병완 사장 선임.

### 2020년대
- 2021년 3월 11일 : 50기 주총 제19대 양찬승 사장 선임.
- 2022년 11월 8일 - AM 라디오 운용 일시 휴지(1107kHz, 10kW). FM방송 전환.
- 2023년 5월 8일 - AM 라디오 송출 종료(1107kHz, 10kW).
- 2024년 3월 11일 : 51기 주총 제20대 이승용 사장 선임.

## TV방송
1983년 11월 1일 조항산 TV 중계소에서 설치되고 4년 후 1987년 11월 24일 TV연주소를 갖추면서 개국하였다. 이후 2005년 12월 20일에는 디지털TV 방송을 개국하였다. 경북 동해안 지역을 가시청권역으로서 방송중이다.

### 프로그램
보도
| 프로그램명              | 방송시간   | 편성시간                               | 진행   |
| ----------------------- | ---------- | -------------------------------------- | ------ |
| 포항MBC 뉴스투데이      | 월~금 30분 | 07:20 ~ 07:50                          | 황이서 |
| 930 포항MBC 뉴스        | 월~금 10분 | 09:30 ~ 09:40                          | 황이서 |
| 포항MBC 5시 뉴스와 경제 | 월~금 10분 | 17:10 ~ 17:20                          | 신윤아 |
| 포항MBC 뉴스데스크      | 월~금 15분 | 20:30 ~ 20:45(월~목) 20:05 ~ 20:20(금) | 신윤아 |

시사·교양·예능
- 전국시대 : 매주 화요일 ~ 목요일 저녁 6시 5분 ~ 7시 5분
- MBC 가요베스트 : 매주 일요일 낮 12시 5분 ~ 1시 20분
- 시시콜콜 택시 : 매주 목요일 밤 10시 20분 ~ 11시
- 테마기행 길 : 매주 금요일 저녁 6시 5분 ~ 7시 5분
- 톡톡동해인 : 매주 화요일 밤 11시 30분 ~ 12시 15분

### 방송 송출 시설망
- 호출부호 : HLAV-DTV
- 가상채널 : 11-1

| 송신소          | UHD      | UHD    | HD       | HD    | 송신소 위치                             |
| 송신소          | 물리채널 | 출력   | 물리채널 | 출력  | 송신소 위치                             |
| --------------- | -------- | ------ | -------- | ----- | --------------------------------------- |
| 조항산 송신소   | 준비중   | 준비중 | CH 46    | 2㎾   | 경북 포항시 남구 동해면 금광리 산28-3   |
| 감포 중계소     | 준비중   | 준비중 | CH 25    | 90W   | 경북 경주시 감포읍 전동리 688-13        |
| 보문 중계소     | 준비중   | 준비중 | CH 44    | 20W   | 경북 경주시 황용동 산213-3              |
| 경주 중계소     | 준비중   | 준비중 | CH 36    | 100W  | 경북 경주시 건천읍 화천리 산14-2 벽도산 |
| 도음산 중계소   | 준비중   | 준비중 | CH 35    | 100W  | 경북 포항시 북구 흥해읍 대련리 1104-1   |
| 양동마을 소출력 | 준비중   | 준비중 | CH 46    | 0.05W | 경북 경주시 강동면 양동리               |
| 이가리 소출력   | 준비중   | 준비중 | CH 46    | 0.05W | 경북 포항시 북구 청하면 이가리          |
| 월포 소출력     | 준비중   | 준비중 | CH 46    | 0.05W | 경북 포항시 북구 청하면 월포리          |
| 영덕 중계소     | 준비중   | 준비중 | CH 39    | 20W   | 경북 영덕군 영덕읍 화천리 산95-1        |
| 온정 중계소     | 준비중   | 준비중 | CH 23    | 20W   | 경북 울진군 온정면 덕인리 산14          |
| 울진 중계소     | 준비중   | 준비중 | CH 23    | 90W   | 경북 울진군 매화면 덕신리 산64-4        |
| 부구리 소출력   | 준비중   | 준비중 | CH 23    | 0.05W | 경북 울진군 북면 부구리                 |
| 울릉 중계소     | 준비중   | 준비중 | CH 23    | 20W   | 경북 울릉군 울릉읍 사동리 산29-1 삼각산 |
| 가두봉 중계소   | 준비중   | 준비중 | CH 32    | 20W   | 경북 울릉군 서면 남양리 산3-1           |

아날로그TV
- 호출부호 : HLAV-TV

| 송신소        | 채널  | 출력 | 송신소 위치                             |
| ------------- | ----- | ---- | --------------------------------------- |
| 조항산 송신소 | CH 6  | 3㎾  | 경북 포항시 남구 동해면 금광리 산28-3   |
| 양북 중계소   | CH 43 | 500W | 경북 경주시 양북면 봉길리 산190-1       |
| 보문 중계소   | CH 31 | 100W | 경북 경주시 하동 산116                  |
| 경주 중계소   | CH 53 | 500W | 경북 경주시 건천읍 화천리 산14-2 벽도산 |
| 도음산 중계소 | CH 35 | 500W | 경북 포항시 북구 흥해읍 대련리 1104-1   |
| 영해 중계소   | CH 35 | 100W | 경북 영덕군 영해면 괴시1리 산1 상대산   |
| 온정 중계소   | CH 31 | 100W | 경북 울진군 온정면 덕인리 산14          |
| 울진 중계소   | CH 45 | 500W | 경북 울진군 원남면 덕신리 산64-4        |
| 울릉 중계소   | CH 27 | 100W | 경북 울릉군 울릉읍 사동리 산29-1 삼각산 |
| 가두봉 중계소 | CH 39 | 100W | 경북 울릉군 서면 남양리 산3-1           |

## 라디오방송
1971년 10월 1일 포항문화방송으로 AM 라디오 방송을 개국했으며, 음악FM은 1983년 9월 1일에 개국했다. 1999년 11월 7일에는 표준FM이 개국했다. FM의 키 스테이션은 KBS포항방송국과 달리 도음산에 있다.
FM라디오 2채널을 운영하고 있으며, 경북 동해안 지역을 가청 권역으로 방송 중이다.
대구와 안동이 AM방송을 폐지하면서 대구경북권 MBC 중에서는 포항에서만 AM방송을 송출해 왔으나, 포항MBC도 2022년 11월 8일부터 AM방송을 휴지한다는 공지를 올리면서 AM 폐국 수순을 밟게 됐다.
대구경북권 MBC 방송국 중에서는 마지막으로 표준FM을 개국하고 마지막으로 AM방송을 폐지했다.

### 프로그램

#### 포항MBC 라디오
| 프로그램명              | 요일  | 시간  | 진행자         |
| ----------------------- | ----- | ----- | -------------- |
| MBC 9시 뉴스            | 월~금 | 5분   | 황이서         |
| MBC 정오종합뉴스        | 월~금 | 5분   | 전세용         |
| 포항MBC 즐거운 오후 2시 | 월~금 | 115분 | 김화선, 이병호 |
| MBC 15시 뉴스           | 월~금 | 5분   | 신윤아         |
| MBC 17시 뉴스           | 월~금 | 5분   | 전세용         |
| 라디오 열린세상         | 월~금 | 55분  | 신윤아         |

#### 포항MBC FM4U
| 프로그램명                 | 요일 | 시간  | 진행자 |
| -------------------------- | ---- | ----- | ------ |
| FM모닝쇼 정세원입니다      | 매일 | 120분 | 정세원 |
| 정오의 희망곡 양유경입니다 | 매일 | 120분 | 양유경 |

### 방송 송출 시설망
| 포항MBC 라디오 | 포항MBC 라디오 | 포항MBC 라디오 | 포항MBC 라디오 | 포항MBC 라디오                          |
| 송신소         | 주파수         | 출력           | 호출부호       | 송신소 위치                             |
| -------------- | -------------- | -------------- | -------------- | --------------------------------------- |
| 도음산 송신소  | FM 100.7MHz    | 3kW            | HLAV-SFM       | 경북 포항시 북구 흥해읍 대련리 1104-1   |
| 울진 중계소    | FM 102.7MHz    | 1kW            | HLAV-SFM       | 경북 울진군 매화면 덕신리 산64-4        |
| 울릉 중계소    | FM 98.5MHz     | 250W           | HLAV-SFM       | 경북 울릉군 울릉읍 사동리 산29-1 삼각산 |
| 포항MBC FM4U   |                |                |                |                                         |
| 송신소         | 주파수         | 출력           | 호출부호       | 송신소 위치                             |
| 도음산 송신소  | FM 97.9MHz     | 3kW            | HLAV-FM        | 경북 포항시 북구 흥해읍 대련리 1104-1   |
| 울진 중계소    | FM 94.9MHz     | 1kW            | HLAV-FM        | 경북 울진군 매화면 덕신리 산64-4        |
| 울릉 중계소    | FM 90.9MHz     | 250W           | HLAV-FM        | 경북 울릉군 울릉읍 사동리 산29-1 삼각산 |

### 라디오 주파수 멘트
- FM 100.7MHz 포항MBC 라디오입니다. HLAV-SFM
- FM 97.9MHz 포항MBC FM4U입니다. HLAV-FM

## 지상파DMB방송
안동문화방송, 대구문화방송과 함께 공동으로 투자하여 대구경북권 전역을 가시청권으로 하는 지상파DMB사업자로서 방송중이다.

## 직원

### 아나운서
- 전세용
- 신윤아
- 황이서

### 리포터 & DJ & MC
- 양유경 (2001년 ~ '정오의희망곡' 진행)
- 정세원 (2001년 ~ 'FM모닝쇼' 진행)
- 김화선 (2013년 7월 ~ '즐거운 오후 2시' 진행)
- 이병호
- 서영석
- 김지현
- 이지예
- 엄지혜
- 김주란
- 김민수
- 최효민

### 기후캐스터
- 천지연

### 포항MBC 보도국
- 데스크 -
- 신영민 보도제작국장
- 이규설 보도부장

- 보도부 -
- 김형일 기자
- 김기영 기자
- 장성훈 기자
- 박성아 기자

## 역대 연중캠페인
- 2002년: 문화유산, 지금이 아니면 지킬수 없습니다.
- 2008년: 동북아 시대, 백만이 열어간다.
- 2009년: 희망을 나눕시다.
- 2011년: 녹색의꿈, 우리의 미래입니다.
- 2012년: 지역의 힘이 대한민국의 힘입니다.
- 2013년: 지금은 동해안시대
- 2019년: 꿈꾸는 도시! 비상하는 동해안